# 費德里柯·馬提亞斯·維耶拉
費德里柯·馬提亞斯·維耶拉（1988年7月21日—）是一名阿根廷手球運動員，曾代表國家參加2012年倫敦奧運的男子手球比賽和2016年里約奧運的男子手球比賽，並未獲得獎牌。